# Kristallnacht
Kristallnacht (phát âm tiếng Đức: [kʁɪsˈtalnaχt]; tiếng Việt: "Đêm thủy tinh") hay Reichskristallnacht [ˌʁaɪçs.kʁɪsˈtalnaχt], còn được đề cập đến với tên gọi Đêm thủy tinh vỡ, Reichspogromnacht [ˌʁaɪçs.poˈɡʁoːmnaχt] hay đơn giản là Pogromnacht [poˈɡʁoːmnaχt] ⓘ (Đêm bạo động), và Novemberpogrome [noˈvɛmbɐpoɡʁoːmə] ⓘ (Bạo động tháng 11) là một cuộc bạo động chống lại người Do Thái trên toàn Đức Quốc xã và Áo diễn ra vào ngày 9 và 10 tháng 11 năm 1938 do lực lượng Sturmabteilung (SA) và thường dân Đức tiến hành. Giới chức trách Đức không can dự mà đứng bên ngoài quan sát vụ việc. Tên gọi Kristallnacht (Đêm thủy tinh, hay Đêm pha lê) có nguồn gốc từ những mảnh thủy tinh vỡ nằm rải rác trên đường phố sau khi cửa kính của các cửa hàng, tòa nhà, và giáo đường của người Do Thái bị đập phá.
Những thống kê về số nạn nhân thiệt mạng là không nhất quán. Báo cáo ban đầu ước tính có 91 người Do Thái bị sát hại trong vụ tấn công. Theo việc phân tích các nguồn học thuật của Đức gần đây do các nhà sử học như Richard J. Evans thực hiện, số nạn nhân thiệt mạng là nhiều hơn. Nếu tính cả những trường hợp tự sát sau khi bị ngược đãi trong khu giam giữ, số người chết có thể lên đến hàng trăm.
Khoảng 30.000 người đã bị bắt và giam hãm trong các trại tập trung của Đức Quốc xã. Nhà cửa, bệnh viện, và trường học của người Do Thái bị lục soát khi những kẻ tấn công đập phá các tòa nhà bằng búa tạ. Hơn 1.000 giáo đường bị đốt cháy (95 chỉ riêng ở Viên) và hơn 7.000 cơ sở kinh doanh của người Do Thái bị hư hại hoặc phá hủy. Martin Gilbert mô tả rằng không có sự kiện nào trong lịch sử người Do Thái Đức giai đoạn 1933-1945 được loan tin rộng rãi đến thế, và những bản báo cáo gửi đi từ các phóng viên nước ngoài làm việc tại Đức đã tạo nên làn sóng chấn động trên khắp thế giới. Nhật báo The Times lúc đó đã đăng: "Không tuyên truyền viên nước ngoài nào có khuynh hướng bôi nhọ nước Đức trước khi thế giới có thể kể tốt hơn câu chuyện về những vụ đánh đập và thiêu đốt, về các cuộc tấn công đê hèn nhằm vào những con người vô tội và không có khả năng tự vệ, những điều đã làm ô nhục đất nước này vào ngày hôm qua."
Nguyên cớ của vụ tấn công đến từ việc nhà ngoại giao Đức Ernst vom Rath bị Herschel Grynszpan, một người Do Thái Ba Lan sinh ra tại Đức và sống tại Paris, ám sát. Theo sau Kristallnacht là sự khủng bố của chính quyền nhằm vào người Do Thái về mặt kinh tế và chính trị. Dưới góc nhìn của các nhà sử học, sự kiện này là một phần trong chính sách chủng tộc bao quát hơn của Đức Quốc xã và là sự khởi đầu của kế hoạch Giải pháp cuối cùng và cuộc diệt chủng Holocaust.

## Từ nguyên
Biến cố này ban đầu được đề cập với tên gọi die Kristallnacht (nghĩa đen "đêm thủy tinh"), ám chỉ đến số lượng rất lớn cửa kính bị phá vỡ trong suốt buổi đêm, đa phần từ những giáo đường và cửa hàng của người Do Thái. Về sau, tiền tố Reich (đế chế) được thêm (thành Reichskristallnacht) như một sự phê bình mỉa mai nhằm vào thiên hướng của những người Quốc xã thường thêm tiếp đầu tố này vào rất nhiều thuật ngữ và tước hiệu như Reichsführer-SS (Thống chế [Đế chế] SS) hay Reichsmarschall (Thống chế Đế chế).

## Bối cảnh

### Sự khủng bố ban đầu của Quốc xã
Trong thập niên 1920, hầu như tất cả người Do Thái Đức đều hòa nhập hoàn toàn vào trong xã hội Đức với tư cách công dân Đức. Họ phục vụ trong quân đội và có đóng góp trong mọi lĩnh vực kinh tế, khoa học, và văn hóa. Tình cảnh người Do Thái bắt đầu thay đổi kể từ khi Adolf Hitler (thủ lĩnh của đảng Quốc xã) được bổ nhiệm làm Thủ tướng Đức vào ngày 30 tháng 1 năm 1933, và tiếp đó là Đạo luật Trao quyền (Ermächtigungsgesetz) thông qua sau vụ hỏa hoạn ở tòa Nghị viện (Reichstag) cho phép Hitler soạn thảo và ban hành luật mới mà không cần sự ưng thuận của tổng thống hay nghị viện. Chế độ của Hitler từ khi mới bắt đầu đã nhanh chóng đi đến giới thiệu những chính sách bài Do Thái. Bộ máy tuyên truyền của Đức Quốc xã chỉ định ra 500.000 người Do Thái tại Đức, thành phần chỉ chiếm 0,86% tổng số dân, là một trong số những kẻ thù là nguyên nhân gây nên thất bại của Đức trong Thế chiến thứ nhất và những cuộc khủng hoảng kinh tế theo sau, như siêu lạm phát trong thập niên 1920 và cuộc Đại Suy thoái. Kể từ năm 1933, chính quyền bắt đầu cho ban hành một loạt các đạo luật bài Do Thái theo đó hạn chế quyền hạn của người Do Thái Đức. Họ sẽ không còn được hưởng nền giáo dục hay tư cách công dân đầy đủ và bị hạn chế về nghề nghiệp, lĩnh vực lao động. Một trong số đó là Luật ngành dân chính (tên đầy đủ: Gesetz zur Wiederherstellung des Berufsbeamtentums) cấm người Do Thái làm việc trong các cơ quan chính phủ (không kể quân đội). Tiếp đến là Luật Nuremberg thông qua năm 1935 tước bỏ quyền công dân của người Do Thái và cấm họ không được kết hôn với người Đức không phải Do Thái.
Những đạo luật trên dẫn tới việc người Do Thái bị đào thải ra khỏi lĩnh vực chính trị và đời sống xã hội. Nhiều người tìm đường ra nước ngoài; hàng trăm ngàn người đã di cư, nhưng như Chaim Weizmann viết năm 1936: "Thế giới dường như đã bị phân chia làm hai phần, một là những nơi mà người Do Thái không thể sống và hai là những nơi mà họ không thể đặt chân vào." Vào ngày 6 tháng 7 năm 1938 Hội nghị quốc tế Évian được tổ chức để bàn về vấn đề di cư của người Do Thái và người Di-gan đến các quốc gia khác. Đến thời điểm hội nghị diễn ra, đã có hơn 250.000 người Do Thái tháo chạy khỏi Đức và Áo, quốc gia bị Đức sáp nhập vào tháng 3 năm 1938; hơn 300.000 người Do Thái Đức và Áo vẫn đang kiếm tìm nơi ẩn nấp và tị nạn. Khi mà số lượng người Do Thái và Di-gan muốn rời đi ngày càng tăng, những hạn chế đối với họ cũng tăng lên, với việc hàng loạt quốc gia thắt chặt quy định tiếp nhận các đối tượng này. Vào năm 1938, nước Đức "bước vào một thời kỳ cực đoan mới trong hoạt động bài Do Thái." Một số nhà sử học tin rằng chính quyền Quốc xã đã suy tính đến một kế hoạch bạo lực bùng phát nhằm vào người Do Thái và họ chờ đợi một thời cơ, một cái cớ phù hợp. Trong cuộc phỏng vấn năm 1997, nhà sử học người Đức Hans Mommsen cho rằng động lực lớn của cuộc bạo động là lòng thèm khát chiếm đoạt tài sản và doanh nghiệp của người Do Thái từ các Gauleiters của đảng Quốc xã. Dưới đây là một trích đoạn của cuộc phỏng vấn:
"Nhu cầu tiền bạc phát sinh từ thực tế rằng Franz Xaver Schwarz, thủ quỹ của đảng, luôn để các tổ chức đảng cấp địa phương và khu vực trong tình trạng thiếu tiền. Vào mùa thu năm 1938, áp lực gia tăng lên số tài sản của người Do Thái đã nuôi dưỡng tham vọng của đảng, đặc biệt kể từ khi Hjalmar Schacht bị hất cẳng khỏi vị trí Bộ trưởng Kinh tế. Tuy nhiên, đây chỉ là một khía cạnh về nguồn gốc của cuộc bạo động tháng 11 năm 1938. Chính phủ Ba Lan đe dọa dẫn độ tất cả người Do Thái là công dân Ba Lan, nhưng sẽ dừng lại ở Đức, điều này tạo ra gánh nặng cho phía Đức. Phản ứng ngay lập tức của Gestapo là dồn người Do Thái Ba Lan, số lượng khoảng 16.000, qua biên giới, nhưng cách làm này thất bại do sự cương quyết của cán bộ hải quan Ba Lan. Mất uy tín là hậu quả của chiến dịch sớm thất bại đòi hỏi một cái gì đó bồi thường. Như vậy, phản ứng thái quá trước nỗ lực của Herschel Grynszpan nhằm vào nhà ngoại giao Ernst vom Rath xuất hiện và dẫn tới cuộc bạo động tháng 11. Sự phân chia lợi ích sâu sắc giữa các cơ quan của đảng và nhà nước báo hiệu mầm mống của cuộc bạo động. Trong khi đảng Quốc xã quan tâm đến việc củng cố sức mạnh tài chính của mình ở cấp khu vực và địa phương bằng cách chiếm đoạt tài sản của người Do Thái, Hermann Göring, người đảm trách Kế hoạch bốn năm, kỳ vọng tiếp cận nguồn ngoại tệ để thanh toán khẩn cấp số nguyên liệu khô nhập khẩu cần thiết. Heydrich và Himmler quan tâm đến việc thúc đẩy người Do Thái di cư". 
Tháng 2 năm 1938, thủ lĩnh của phong trào phục quốc Do Thái tại Ủy trị Palestine viết rằng theo như "một nguồn cá nhân rất đáng tin cậy", có "một dự định tiến hành một cuộc bạo động thực sự và mạnh mẽ trên quy mô lớn tại Đức trong tương lai gần."

### Hoạt động trục xuất người Do Thái Ba Lan tại Đức

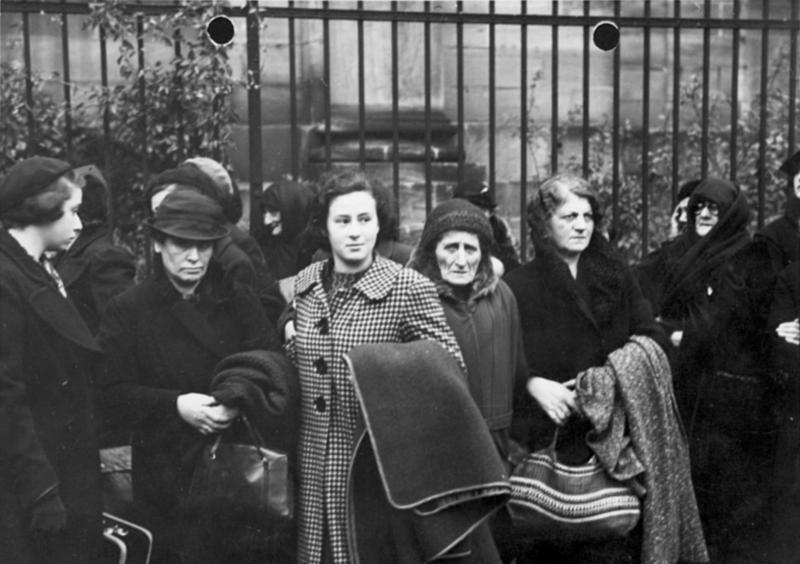
Người Do Thái Ba Lan bị trục xuất khỏi Đức trong cuối tháng 10 năm 1938

Vào tháng 8 năm 1938 giới chức trách Đức thông báo giấy phép cư trú của những người nước ngoài, trong đó bao gồm cả người Do Thái gốc nước ngoài sinh ra tại Đức, đã bị hủy bỏ và sẽ phải làm lại. Ba Lan tuyên bố họ sẽ không tiếp nhận người Do Thái gốc Ba Lan kể từ sau tháng 10. Trong cái hoạt động gọi là "Polenaktion", hơn 12.000 người Do Thái sinh tại Ba Lan, trong đó có nhà triết học và thần học-thầy đạo Abraham Joshua Heschel và nhà phê bình văn học tương lai Marcel Reich-Ranicki, đã bị trục xuất khỏi Đức trong ngày 28 tháng 10 năm 1938 theo lệnh của Hitler. Họ được lệnh phải rời khỏi nhà trong một đêm duy nhất, và mỗi người chỉ được mang theo một va-li chứa đồ dùng cá nhân. Sau khi người Do Thái đi khỏi, chính quyền và hàng xóm đã chiếm đoạt số tài sản còn lại của họ.
Những người bị trục xuất phải từ nhà đi tới ga xe lửa rồi lên các chuyến tàu khởi hành đến biên giới Ba Lan. Tại đó, lính biên phòng Ba Lan đã đuổi họ qua sông quay trở lại Đức. Tình cảnh bế tắc này vẫn tiếp tục trong những ngày mưa như trút, với những người Do Thái tuần hành giữa biên giới mà không có thực phẩm hay nơi nương tựa. 4.000 người đã được phép nhập cảnh vào Ba Lan, nhưng vẫn còn 8.000 người buộc phải ở lại nơi biên giới. Họ chờ đợi ở đó, trong những điều kiện khắc nghiệt với hy vọng được bước chân vào lãnh thổ Ba Lan. Một tờ báo Anh nói với độc giả của mình rằng: "hàng trăm người được ghi nhận đang nằm la liệt, không một xu dính túi và bị bỏ rơi, trong những ngôi làng nhỏ dọc theo biên giới gần với nơi mà họ bị Gestapo đuổi đến và bỏ lại." Điều kiện trong các trại tị nạn là "rất tồi tệ, một số người thậm chí cố gắng đào thoát trở lại Đức và bị bắn", theo lời kể của một phụ nữ Anh được gửi đến để giúp đỡ những người bị trục xuất.

### Vụ ám sát vom Rath

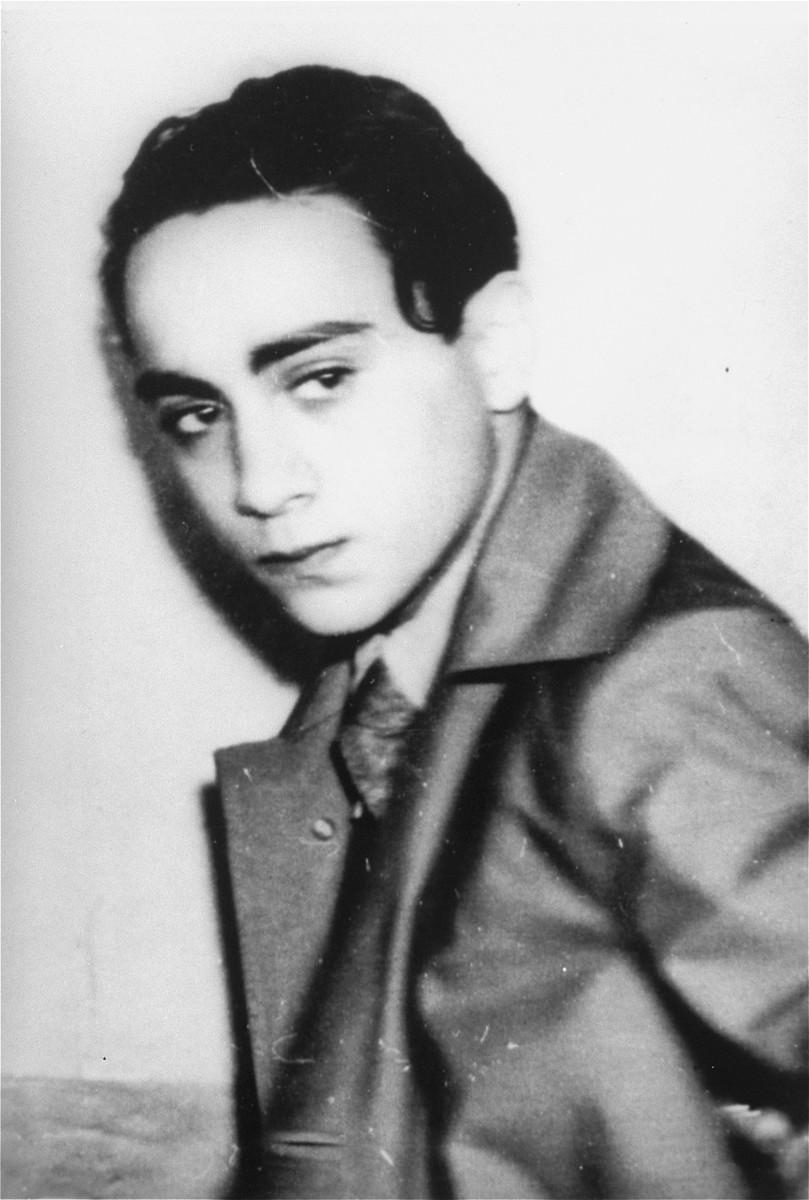
Herschel Grynszpan, 7 tháng 11 năm 1938

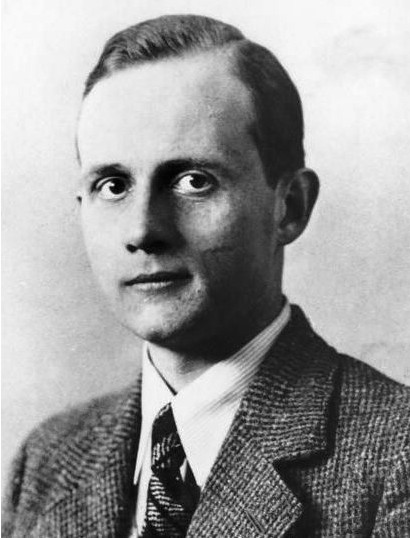
Ernst vom Rath

Trong số những người bị trục xuất có gia đình Sendel và Riva Grynszpan, những người Do Thái Ba Lan từng di cư đến Đức năm 1911 và định cư ở Hanover. Tại phiên tòa xử Adolf Eichmann năm 1961, Sendel Grynszpan đã thuật lại hành trình bị trục xuất của họ từ Hanover trong đêm ngày 27 tháng 10 năm 1938: "Khi đó bọn họ đưa chúng tôi lên xe tải của cảnh sát, xe cho người tù, khoảng 20 người mỗi xe, và rồi họ đưa chúng tôi đến nhà ga. Trên đường phố là đầy người la hét: 'Juden raus! Auf nach Palästina!'" ("Người Do Thái cút đi, cút đến Palestine!"). Vào thời điểm đó Herschel Grynszpan, đứa con trai 17 tuổi của họ, đang sống tại Paris với một người họ hàng. Grynszpan đã nhận được một tấm bưu thiếp từ cha mẹ cậu ở biên giới Ba Lan, trong đó mô tả tình cảnh của họ: "Không ai nói với chúng ta về điều gì đã xảy ra, nhưng chúng ta nhận ra rằng chuyện này rồi sẽ đi đến hồi kết... Cha mẹ không có một xu. Con có thể gửi cho chúng ta một thứ gì đó không?" Grynszpan nhận bưu thiếp vào ngày 3 tháng 11 năm 1938.
Vào sáng ngày thứ hai, 7 tháng 11 năm 1938, Grynszpan mua một súng lục ổ xoay và một hộp đạn, rồi đi đến đại sứ quán Đức và đòi gặp một công chức của tòa đại sứ. Sau đó Grynszpan được dẫn tới văn phòng của Ernst vom Rath và bắn năm viên đạn vào người nhân vật này, hai trong số đó trúng ổ bụng. Vom Rath là một nhà ngoại giao chuyên nghiệp, ông biểu lộ thái độ không đồng tình với Quốc xã, đa phần là vì cách đối xử của họ với người Do Thái và việc ông bị Gestapo điều tra vì trở nên không đáng tin về mặt chính trị. Grynszpan không chạy trốn trước cảnh sát Pháp và thú nhận thẳng thừng mình là thủ phạm gây ra vụ việc. Chàng trai trẻ mang theo một tấm bưu thiếp gửi cha mẹ để trong túi quần với lời nhắn, "Xin Chúa tha thứ cho con... Con phải đứng lên để cả thế giới thấy được sự phản kháng của mình, và con sẽ làm điều đó."
Ngày hôm sau, chính quyền Đức tiến hành trả đũa bằng việc cấm trẻ em Do Thái đến các trường tiểu học, đình chỉ vô thời hạn các hoạt động văn hóa, và tạm ngừng xuất bản báo và tạp chí của người Do Thái. Một tờ báo của Anh mô tả bước đi cuối cùng cắt đứt mối liên hệ giữa quần chúng Do Thái và giới lãnh đạo của họ là "có ý định đập tan cộng đồng Do Thái và cướp đi sợi dây mỏng manh cuối cùng gắn kết họ với nhau." Quyền công dân của người Do Thái đã bị tước đoạt.

## Cuộc bạo động

### Cái chết của vom Rath

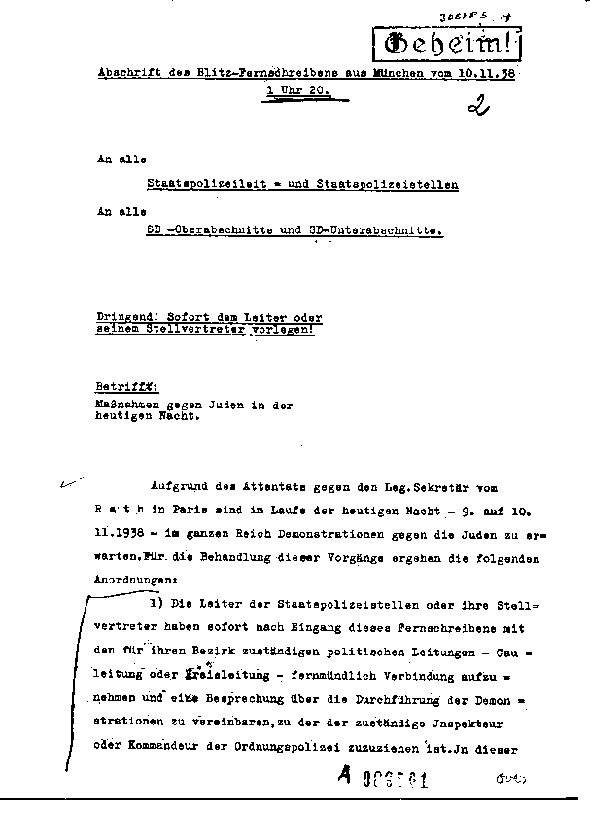
Bức điện gửi đi từ Reinhard Heydrich, 9 tháng 11 năm 1938

Ernst vom Rath qua đời vào ngày 9 tháng 11 vì những vết thương quá nặng. Tin tức về cái chết của vom Rath đến tai Hitler vào tối ngày hôm đó khi ông đang thưởng thức bữa ăn kỷ niệm vụ Đảo chính nhà hàng bia năm 1923 cùng một số đảng viên chủ chốt của đảng Quốc xã. Sau cuộc bàn luận dữ dội, Hitler đột ngột rời buổi họp mặt mà thiếu đi một bài diễn thuyết như thường lệ. Bộ trưởng Tuyên truyền Joseph Goebbels phát đi một bài diễn văn từ chỗ của mình, và nói "Lãnh tụ đã quyết định rằng... đảng sẽ không chuẩn bị hay tổ chức các cuộc biểu tình, nhưng tới một chừng mực mà chúng tự động bùng phát, chúng sẽ không bị cản trở." Walter Buch sau này nói thông điệp là rõ ràng, với những lời lẽ đó Goebbels đã ra lệnh cho các thủ lĩnh của đảng tổ chức một cuộc bạo động.
Một vài lãnh đạo đảng không đồng tình với những hành động của Goebbels, họ lo ngại nó sẽ kích động một cuộc khủng hoảng ngoại giao. Heinrich Himmler viết: "Tôi tin rằng đó là chứng hoang tưởng tự đại và ngu xuẩn của Goebbels... nó chịu trách nhiệm cho sự khởi đầu của chiến dịch này bây giờ, trong một tình cảnh ngoại giao đặc biệt khó khăn." Nhà sử học người Israel Saul Friedländer tin rằng Goebbels có những lý do cá nhân giải thích cho mong muốn gây nên vụ Kristallnacht. Goebbels hiện đang phải chịu sự bẽ mặt vì chiến dịch tuyên truyền không hiệu quả trong cuộc khủng hoảng Sudetenland, và đôi chút thất sủng sau vụ ngoại tình với nữ diễn viên người Séc Lída Baarová. Ông ta cần một sự thay đổi để cải thiện vị thế của mình trong mắt Hitler. Vào hồi 1 giờ 20 phút đêm ngày 10 tháng 11 năm 1938, Reinhard Heydrich gửi một bức điện mật khẩn đến Sicherheitspolizei (Cảnh sát An ninh) và Sturmabteilung (SA), trong đó là những chỉ thị liên quan tới cuộc bạo động, bao gồm nguyên tắc bảo vệ tài sản và cơ sở kinh doanh của người nước ngoài và người không phải Do Thái. Cảnh sát được chỉ thị không can dự vào cuộc bạo động trừ khi có sự vi phạm các nguyên tắc, tịch thu tài liệu lưu trữ của người Do Thái từ các giáo đường và văn phòng cộng đồng, bắt và giam giữ những "nam giới Do Thái khỏe mạnh, không quá già", để sau này chuyển đến làm lao động trong các trại tập trung.

### Diễn biến và hậu quả
Thời điểm tiến hành bạo động là khác nhau giữa các đơn vị. Các Gauleiter (thủ lĩnh chi nhánh đảng cấp khu vực) xuất phát vào khoảng 10 giờ 30 tối, chỉ hai tiếng sau khi tin tức về cái chết của Vom Rath lan truyền đến Đức. Tiếp đến là SA vào lúc 11 giờ, và SS vào khoảng 1 giờ 20. Hầu hết đều mặc thường phục, trang bị rìu và búa tạ, rồi nhanh chóng tiến tới đập phá tài sản của người Do Thái. Tuy vậy, mệnh lệnh gửi đến các đơn vị hành động là khá đặc biệt: không thực hiện các biện pháp gây nguy hiểm đến tính mạng và tài sản của người Đức không phải Do Thái (các giáo đường ở quá gần nhà cửa của người không phải Do Thái nên bị đập phá thay vì đốt cháy); có thể phá hủy cơ sở kinh doanh hay nhà ở của người Do Thái nhưng không được cướp bóc; không nhằm vào người nước ngoài (kể cả người Do Thái nước ngoài); và tịch thu tài liệu lưu trữ của giáo đường mang về cho Sicherheitsdienst (SD, cơ quan an ninh). Họ còn được lệnh bắt giữ một số lượng người Do Thái tương ứng với năng lực giam giữ của các nhà tù địa phương, và đối tượng ưu tiên là những nam giới trẻ khỏe.

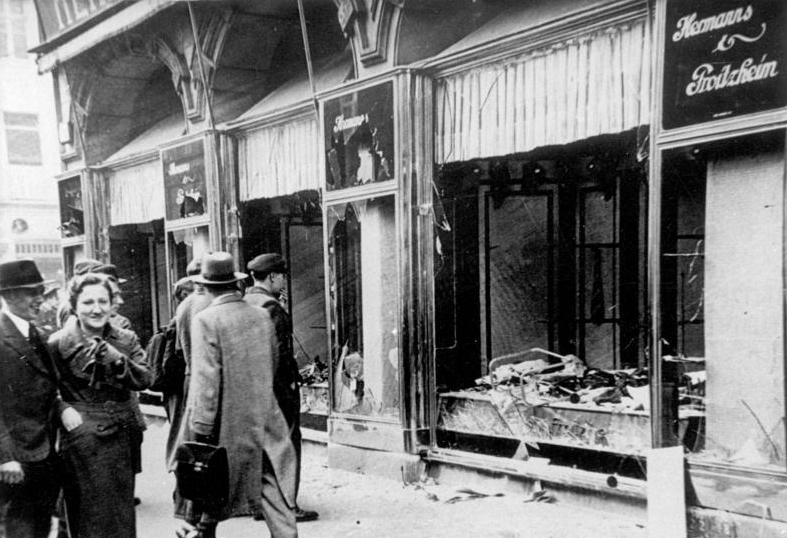
Kristallnacht, một cửa hàng tại Magdeburg bị đập phá

Lực lượng SA đã đập phá mặt tiền của khoảng 7.500 cửa hàng và cơ sở kinh doanh của người Do Thái, rất nhiều cửa kính bị đập vỡ, điều này là nguồn gốc của tên gọi Kristallnacht (Đêm thủy tinh). Nhà cửa của người Do Thái trên toàn nước Đức bị lục soát kỹ lưỡng. Mặc dù hành động bạo lực nhằm vào người Do Thái không được giới chức trách phê chuẩn một cách rõ ràng, đã có những trường hợp người Do Thái bị đánh đập hoặc hành hung.
Sau cuộc bạo động, có khoảng 200 giáo đường (gần như toàn bộ số giáo đường Do Thái tại Đức), nhiều nghĩa trang, hơn 7.000 cửa hiệu, và 29 cửa hàng bách hóa của người Do Thái bị hư hại hoặc phá hủy. Một số người bị đánh cho đến chết trong khi những người khác bị buộc phải chứng kiến. Hơn 30.000 nam giới Do Thái bị bắt và đưa đến các trại tập trung, chủ yếu là tới Dachau, Buchenwald, và Sachsenhausen. Tù nhân trong trại bị đối xử tàn bạo, tuy nhiên đa phần đều được thả trong vòng ba tháng kèm điều kiện họ phải rời nước Đức. Con số 91 được sử dụng nhiều nhất để mô tả số nạn nhân thiệt mạng trong thời gian diễn ra cuộc bạo động. Có ý kiến cho rằng bên cạnh đó còn là hàng trăm trường hợp tự sát. Ngoài ra là khoảng 2.000 đến 2.500 người chết trong các trại tập trung có thể quy trực tiếp hay gián tiếp liên quan đến Kristallnacht. Đã có một vài người Đức bị giết vì nhầm lẫn với người Do Thái.
Các giáo đường Do Thái, một số có niên đại hàng thế kỷ, là mục tiêu phá hoại và bạo lực nghiêm trọng. Các phương thức do Stormtroops thực hiện tại đây và một vài địa điểm linh thiêng khác đã được Lãnh sự Mỹ tại Leipzig mô tả là "gần giống như lũ quỷ hút máu". Bia mộ bị nhổ lên và mồ mả bị xâm phạm. Sách cầu nguyện, cuộn giấy, tác phẩm nghệ thuật và tài liệu triết học bị ném vào đống lửa, và các tòa nhà đẹp bị đốt cháy hoặc đập phá đến mức không thể nhận diện. Eric Lucas nhớ lại sự kiện một giáo đường được cộng đồng Do Thái xây dựng tại một ngôi làng nhỏ chỉ 12 năm trước đó bị phá hủy:
Không tốn nhiều thời gian trước khi những tảng đá xám lớn đầu tiên rơi xuống, và những đứa trẻ trong làng tiêu khiển với việc ném đá vào các ô cửa kính màu. Khi những tia nắng đầu tiên mờ nhạt và lạnh lẽo của tháng 11 rọi qua những đám mây đen nặng trĩu, giáo đường nhỏ bé chỉ còn là một đống đá, kính vỡ, và những mảnh gỗ.
Sau vụ việc, cộng đồng người Do Thái bị phạt 1 tỉ reichsmark, bên cạnh đó là 4 triệu mark tiền sửa cửa kính. Các sự kiện ở Áo cũng không kém phần kinh khủng. Xét tổng thể vụ Kristallnacht thì chỉ có cuộc bạo động ở Viên là hoàn chỉnh. Hầu hết trong tổng số 94 giáo đường và nhà cầu nguyện ở Viên bị phá hủy một phần hoặc toàn bộ. Người Do Thái phải chịu đựng đủ mọi cách thức nhục mạ, bao gồm việc bị buộc phải cọ rửa mặt đường trong sự chế giễu của những người bạn Áo, một vài người trong đó từng là bạn bè và hàng xóm của họ. Theo như số liệu chính thức từ Reinhard Heydrich công bố sau sự kiện, đã có 100.000 người Do Thái và 3 người nước ngoài bị bắt, 174 người bị bắt vì hành vi cướp bóc tại cửa hàng của người Do Thái; 815 cơ sở kinh doanh của người Do Thái và 191 giáo đường bị phá hủy, 76 giáo đường bị phá hủy hoàn toàn.

Phóng viên Hugh Greene của Daily Telegraph đã mô tả về những sự kiện ở Berlin:
Quy tắc đám đông thống trị tại Berlin suốt buổi chiều và tối, và đám côn đồ hưởng thụ cuộc vui điên cuồng của sự tàn phá. Tôi từng chứng kiến một vài vụ việc bài Do Thái bùng phát ở Đức trong năm năm qua, nhưng không lần nào kinh tởm như lần này. Lòng hận thù chủng tộc và sự cuồng loạn dường như đã chiếm hữu toàn bộ những con người tử tế xét về mặt nào đó. Tôi thấy những người phụ nữ ăn mặc thời trang vỗ tay và la hét với niềm vui sướng, còn các bà mẹ trung lưu đáng kính thì giơ con mình lên để xem "trò vui".

Dù vậy cũng có nhiều người dân Berlin cảm thấy vô cùng xấu hổ trước cuộc bạo động, và một số người đã liều mình giúp đỡ các nạn nhân. Con trai của quan chức lãnh sự Mỹ mô tả cái cách mà quản gia của mình phản ứng trước những tiếng hò hét:
'Bọn họ phải dọn trống nhà thương điên và trại cải tạo để dành chỗ cho những người muốn làm những việc như thế này!'

Kênh truyền hình Tucson News tường thuật ngắn gọn cuộc họp mặt tưởng nhớ năm 2008 tại một Kehilla (giáo đoàn) Do Thái địa phương. Trích lời nhân chứng Esther Harris:
Bọn họ xé sách, đập phá đồ đạc, quát tháo những lời tục tĩu.

 Nhà sử học Gerhard Weinberg viết:
Các nhà thờ bị đốt cháy, phá hoại, ở mọi cộng đồng trong nước nơi mà dân chúng tham gia hoặc đứng xem.

### Các trại tập trung
Goebbels chính thức hạ lệnh chấm dứt các hành động bạo lực vào ngày 11 tháng 11 nhưng nó vẫn tiếp tục diễn ra trong các trại tập trung bất chấp mệnh lệnh yêu cầu "đối xử đặc biệt". Vào ngày 23 tháng 11, tờ News Chronicle của Anh cho đăng bài viết về một vụ việc xảy ra tại trại tập trung Sachsenhausen. 62 người Do Thái bị hành hạ đến mức cảnh sát "không thể chịu được tiếng kêu thét và để họ quay lưng lại". Họ bị đánh cho tới ngã và khi ngã họ tiếp tục bị đánh thêm. Tại thời điểm kết thúc vụ việc, có "12 trong tổng số 62 người chết, hộp sọ của họ bị đập vỡ. Những người còn lại đều bất tỉnh. Mắt của một số người bị văng ra, mặt họ trở nên biến dạng". 30.000 tù nhân Do Thái của vụ Kristallnacht được thả trong vòng 3 tháng nhưng cũng đã có hơn 2.000 người thiệt mạng.

## Sau cuộc bạo động

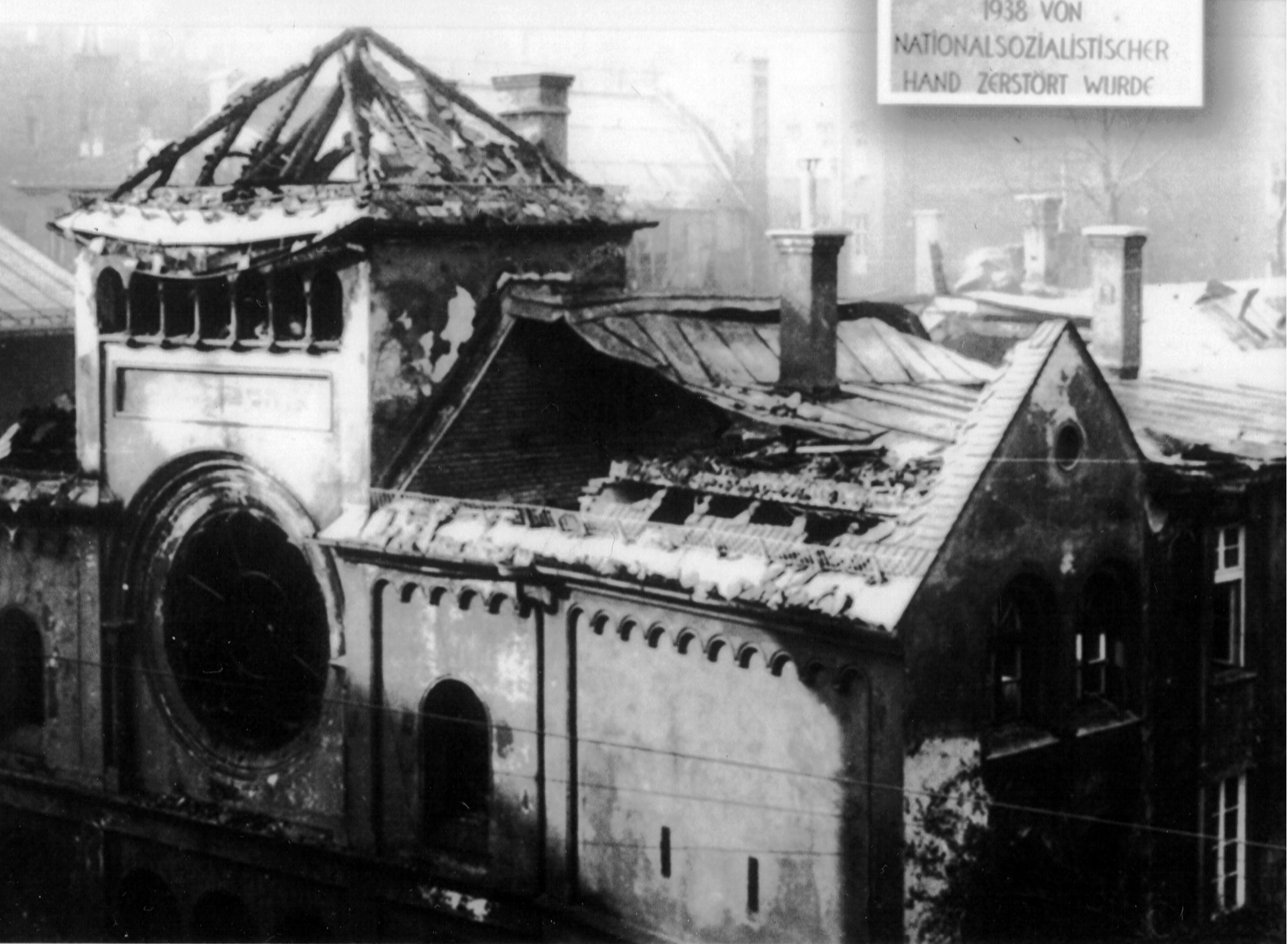
Một giáo đường đổ nát ở Munich sau vụ Kristallnacht

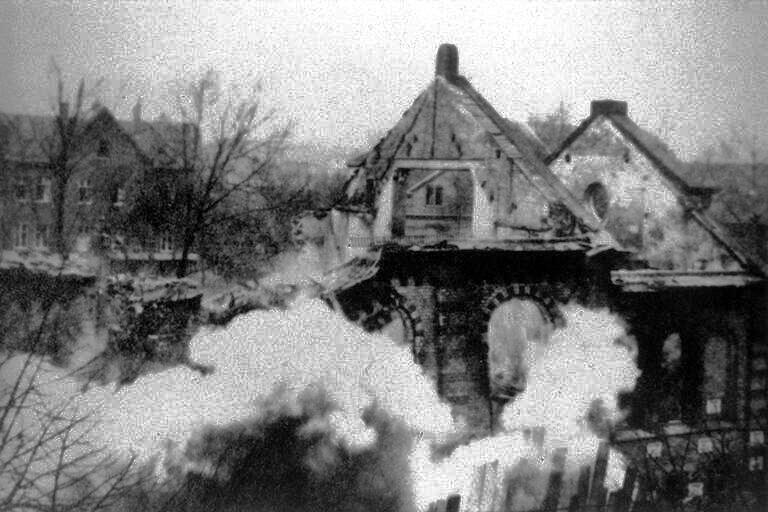
Một giáo đường đổ nát ở Eisenach sau vụ Kristallnacht

Hermann Göring gặp mặt những thành viên khác thuộc giới lãnh đạo Quốc xã vào ngày 12 tháng 11 để lập kế hoạch cho bước đi tiếp theo, thiết lập một giai đoạn chính quyền chính thức hành động. Trong biên bản cuộc họp, Göring nói:
Tôi đã nhận được một lá thư viết dựa theo những mệnh lệnh của Lãnh tụ yêu cầu sắp xếp và giải quyết vấn đề Do Thái ngay bây giờ, một lần và mãi mãi, bằng cách này hay cách khác... Thưa quý vị, tôi không muốn có bất kỳ sự lưỡng lự nào, như mục đích cuộc họp ngày hôm nay. Chúng ta gặp nhau không chỉ đơn thuần để nói chuyện lần nữa, mà còn là để đưa ra những quyết định, và tôi khẩn cầu các cơ quan có thẩm quyền áp dụng mọi biện pháp để lọc bỏ người Do Thái ra khỏi nền kinh tế Đức, và đưa bọn chúng đến chỗ tôi.
Sau cuộc bạo động, người Do Thái tiếp tục phải chịu sự khủng bố và tổn thất về kinh tế, địa điểm kinh doanh của họ bị lục soát. Họ bị buộc phải thanh toán Judenvermögensabgabe, khoản nợ chung một tỉ mark vì cái chết của vom Rath. Nhà nước thu tiền phạt bằng cách cưỡng chiếm 20% tổng tài sản của người Do Thái. Họ còn phải nộp cho chính quyền sáu triệu Reichsmark tiền bảo hiểm thiệt hại tài sản thay thế cho cái như là "thiệt hại đến dân tộc Đức".
Số người Do Thái di cư tăng lên. Trong vòng mười tháng sau Kristallnacht đã có hơn 115.000 người Do Thái rời khỏi nước Đức. Đa số di cư đến các quốc gia châu Âu khác, Mỹ, Palestine, và ít nhất 14.000 người đến Thượng Hải, Trung Quốc. Những người Quốc xã chiếm đoạt nhà ở, cửa hàng, những tài sản của những người di cư để lại như một phần chính sách của chính quyền. Nhiều phần tài sản hư hại của người Do Thái cướp bóc được trong cuộc bạo động bị vứt bỏ tại một địa điểm gần Brandenburg. Vào tháng 10 năm 2008, phóng viên điều tra Yaron Svoray đã khám phá địa điểm này. Nó có diện tích bằng bốn sân bóng đá chứa một lượng lớn vật dụng bị cướp bóc của người Do Thái. Người ta tin rằng chúng được vận chuyển bằng tàu hỏa đến ngoại ô ngôi làng và đổ xuống khu đất được chỉ định. Trong số những vật dụng tìm thấy là những chai thủy tinh khắc hình Ngôi sao David, mezuzah, bệ cửa sổ, và phần tay vịn của loại ghế tìm thấy trong các giáo đường, ngoài ra còn có một biểu tượng chữ Vạn trang trí.

## Phản ứng

### Tại Đức
Phản ứng của người Đức ngoài Do Thái là đa dạng. Nhiều người tụ tập tại hiện trường, đa phần họ im lặng. Ở Berlin, trung úy cảnh sát Otto Bellgardt đã ngăn không cho đám lính SA đốt cháy giáo đường Neue Synagogue, khiến sĩ quan cấp trên của ông bị khiển trách. Nhà sử học người Anh Martin Gilbert tin rằng "nhiều người bực bội với đám đông", quan điểm này được nhân chứng người Đức Dr. Arthur Flehinger ủng hộ. Flehinger nhớ lại đã nhìn thấy những người "khóc khi đang chứng kiến từ phía sau bức rèm" Mức độ thiệt hại là rất lớn, nhiều người Đức bày tỏ sự phản đối, và mô tả nó là điên rồ.
Trong một bài viết công bố vào tối ngày 11 tháng 11, Goebbels quy cho Kristallnacht là sự thể hiện "bản năng mạnh mẽ" của dân tộc Đức. Goebbels giải thích: "Dân tộc Đức bài Do Thái và không muốn quyền lợi của nó bị hạn chế hay động chạm trong tương lai bởi chủng tộc Do Thái ký sinh." Chưa đầy 24 tiếng sau vụ Kristallnacht, Hitler đã có một bài diễn thuyết kéo dài một giờ trước đám phóng viên, trong đó ông tìm cách khiến cho mọi người hoàn toàn lờ đi những sự kiện xảy ra gần đây. Theo Eugene Davidson lý do Hitler làm vậy là vì ông ta muốn tránh dính líu trực tiếp đến một vụ việc mà ông biết rất nhiều người hiện đang lên án, bất chấp lời giải thích không có sức thuyết phục của Goebbels rằng sự phẫn nộ của quần chúng là nguyên nhân gây ra Kristallnacht.
Trong năm 1938, ngay sau cuộc bạo động, nhà tâm lý học Muller-Claudius đã phỏng vấn 41 đảng viên Quốc xã được lựa chọn ngẫu nhiên, về suy nghĩ và thái độ của họ đối với cuộc đàn áp chủng tộc. Kết quả 63% đảng viên bày tỏ sự phẫn nộ tột cùng, trong khi chỉ có 5% ủng hộ, số còn lại không cho ý kiến hoặc lưỡng lự. Theo một nghiên cứu tiến hành vào năm 1933 có 33% đảng viên đảng Quốc xã không có thành kiến về chủng tộc, 13% ủng hộ việc đàn áp. Sarah Ann Gordon cho rằng có hai lý do có thể giải thích cho sự khác biệt này: cho đến năm 1938 đã có một số lượng lớn người Đức gia nhập đảng Quốc xã vì những lý do thực tiễn hơn là về mặt ý thức hệ, do đó tỷ lệ bài Do Thái giảm, và có thể các đảng viên đã từ bỏ chủ nghĩa bài Do Thái mà trước đó họ từng chấp nhận về mặt lý thuyết sau khi chứng kiến cái cách nó được thực thi cụ thể trong vụ Kristallnacht. Trong sự kiện này một vài Gauleiter và phó Gauleiter đã từ chối lệnh tiến hành bạo động, và nhiều thủ lĩnh của SA và Đoàn Thanh niên Hitler cũng thẳng thắn từ chối các mệnh lệnh của đảng và bày tỏ sự ghê tởm. Đã có một số người Quốc xã giúp đỡ người Do Thái.
Khi nhận ra rằng quần chúng Đức không ủng hộ cuộc bạo động, Bộ Tuyên truyền đã chỉ thị cho báo chí mô tả đối tượng nhằm vào là những kẻ không trung thành, xảo quyệt. Báo chí cũng được lệnh hạ thấp mức độ nghiêm trọng của Kristallnacht, mô tả các sự kiện tổng quát chỉ ở cấp địa phương, cấm miêu tả các sự kiện nhỏ lẻ. Đến năm 1939 lệnh này được mở rộng với việc cấm tường thuật bất kỳ hình thức bài Do Thái nào.

Việc đại đa số quần chúng Đức không tán thành Kristallnacht được minh chứng phần nào qua hàng loạt báo cáo từ các nhà ngoại giao ở Đức. Đại sứ Mỹ phát biểu: 
Xét thấy một quốc gia toàn trị là một đặc điểm đáng ngạc nhiên nếu nhìn vào cường độ và quy mô sự lên án của công dân Đức đối với các biến cố chống lại người Do Thái xảy ra gần đây.
Cuộc bạo động Kristallnacht tác động đến quan điểm của quần chúng theo cách trái ngược với điều mà những người Quốc xã mong đợi, sự phản đối các chính sách chủng tộc của Quốc xã lên đến đỉnh điểm ngay sau đó, khi mà theo như hầu hết báo cáo đại đa số người Đức đều không chấp nhận các hành động bạo lực nhằm vào người Do Thái. Ngày càng xuất hiện nhiều những lời kêu ca phàn nàn, một ví dụ là chi nhánh Duesseldorf của Gestapo ghi nhận thái độ bài Do Thái đã sụt giảm mạnh mẽ trong dân chúng.
Những người Công giáo và Tin lành phản đối cuộc đàn áp chủng tộc. Giáo hội Công giáo đã phân phát các thư Pastoral (thư của mục sư gửi con chiên) trong đó phê phán hệ tư tưởng về chủng tộc của Quốc xã, và chế độ dự kiến sẽ gặp phải sự chống đối có tổ chức từ giáo hội Công giáo theo sau Kristallnacht. Tuy nhiên giới lãnh đạo Công giáo, cũng như các giáo hội Tin lành khác, đã kiềm chế không phản ứng. Trong khi những tín hữu đã hành động, thì các giáo hội của họ xét về mặt tổng thể lại chọn giải pháp im lặng. Dù vậy, một số cá nhân đơn lẻ vẫn thể hiện lòng dũng cảm, như việc một giáo khu trưởng bị phạt một số tiền lớn cùng vài tháng ngồi tù vì thanh toán hóa đơn y tế cho những bệnh nhân ung thư người Do Thái vào năm 1941, và một nữ tu bị kết án tử hình năm 1945 vì giúp đỡ người Do Thái.
Martin Sasse, đảng viên đảng Quốc xã và giám mục của Giáo hội Tin lành Luther tại Thuringia, thủ lĩnh của Kitô hữu Đức, một trong những phe ly giáo của giáo phái Tin lành Đức, đã công bố bản trích yếu các tác phẩm của Martin Luther không lâu sau vụ Kristallnacht; Sasse "ca ngợi việc đốt cháy các giáo đường" và đề cập tới sự trùng hợp ngẫu nhiên về thời gian trong tựa mở đầu, "Vào ngày 10 tháng 11 năm 1938, ngày sinh của Luther, các giáo đường đang bốc cháy tại Đức." Ông kêu gọi dân tộc Đức lưu tâm đến lời nói này "của người vĩ đại nhất trong thời đại của ông ấy, người cảnh báo dân tộc mình chống lại người Do Thái." Diarmaid MacCulloch biện luận rằng cuốn sách nhỏ của Luther năm 1543, On the Jews and Their Lies là một bản kế hoạch cho Kristallnacht.

### Cộng đồng quốc tế

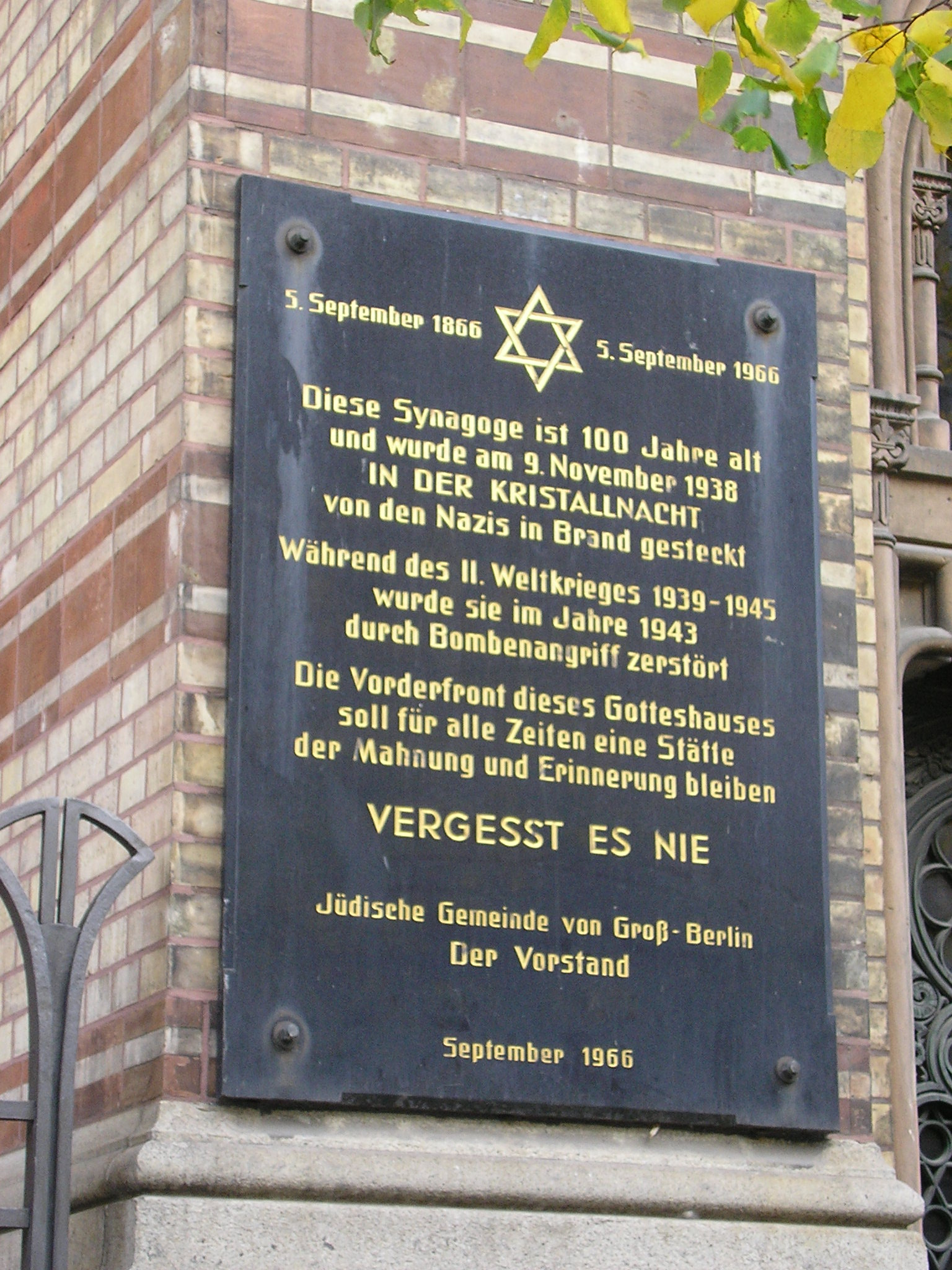
Sau năm 1945 một số giáo đường đã được khôi phục lại. Đây là tấm bảng đặt tại một giáo đường ở Berlin gợi nhắc đến một vài sự kiện lịch sử, trong đó có Kristallnacht; gần cuối là dòng chữ "vergesst es nie" (không bao giờ quên)

Kristallnacht làm bùng lên sự phẫn nộ trên khắp thế giới. Sự kiện này mang đến tai tiếng cho phong trào Quốc xã ở châu Âu và Bắc Mỹ, kết quả là tỉ lệ ủng hộ nó sụt giảm mạnh. Rất nhiều tờ báo lên án Kristallnacht, một số báo đã so sánh nó với các cuộc thảm sát do Đế quốc Nga kích động hồi thập niên 1880. Mỹ đã triệu hồi đại sứ của họ, trong khi một số quốc gia thì cắt đứt quan hệ ngoại giao với Đức. Chính phủ Anh phê chuẩn chương trình Kindertransport dành cho những trẻ em tị nạn. Như vậy, Kristallnacht đã đánh dấu bước ngoặt trong mối quan hệ giữa Đức Quốc xã và phần còn lại của thế giới. Tính tàn bạo của vụ việc, và chính sách cố tình khuyến khích bạo lực khi nó đã bắt đầu của chính phủ Đức, đã vạch trần bản chất thô bạo và tư tưởng bài Do Thái lan rộng ăn sâu vào xã hội Đức và khiến dư luận thế giới quay lưng chống lại chế độ Quốc xã, với việc một số chính trị gia kêu gọi chiến tranh. Một cuộc biểu tình chống lại người Đức đã diễn ra vào ngày 6 tháng 12 năm 1938 theo sau Kristallnacht. William Cooper, một thổ dân Úc, dẫn đầu một phái đoàn thuộc Liên đoàn Thổ dân Úc tuần hành qua Melbourne tới tòa lãnh sự Đức để bày tỏ bản kiến nghị lên án "sự đàn áp tàn bạo nhằm vào người Do Thái của chính quyền Quốc xã ở Đức". Giới chức trách Đức từ chối tiếp nhận tài liệu đệ trình.
Sau cuộc bạo động, Salvador Allende, Gabriel González Videla, Marmaduke Grove, Florencio Durán và một số thành viên khác của Quốc hội Chile đã gửi một bức điện đến Adolf Hitler tố cáo sự khủng bố nhằm vào người Do Thái. Một phản ứng khác mang tính cá nhân nhiều hơn là bản oratorio A Child of Our Time của nhà soạn nhạc người Anh Michael Tippett năm 1939.

## Kristallnachtlà một bước ngoặt

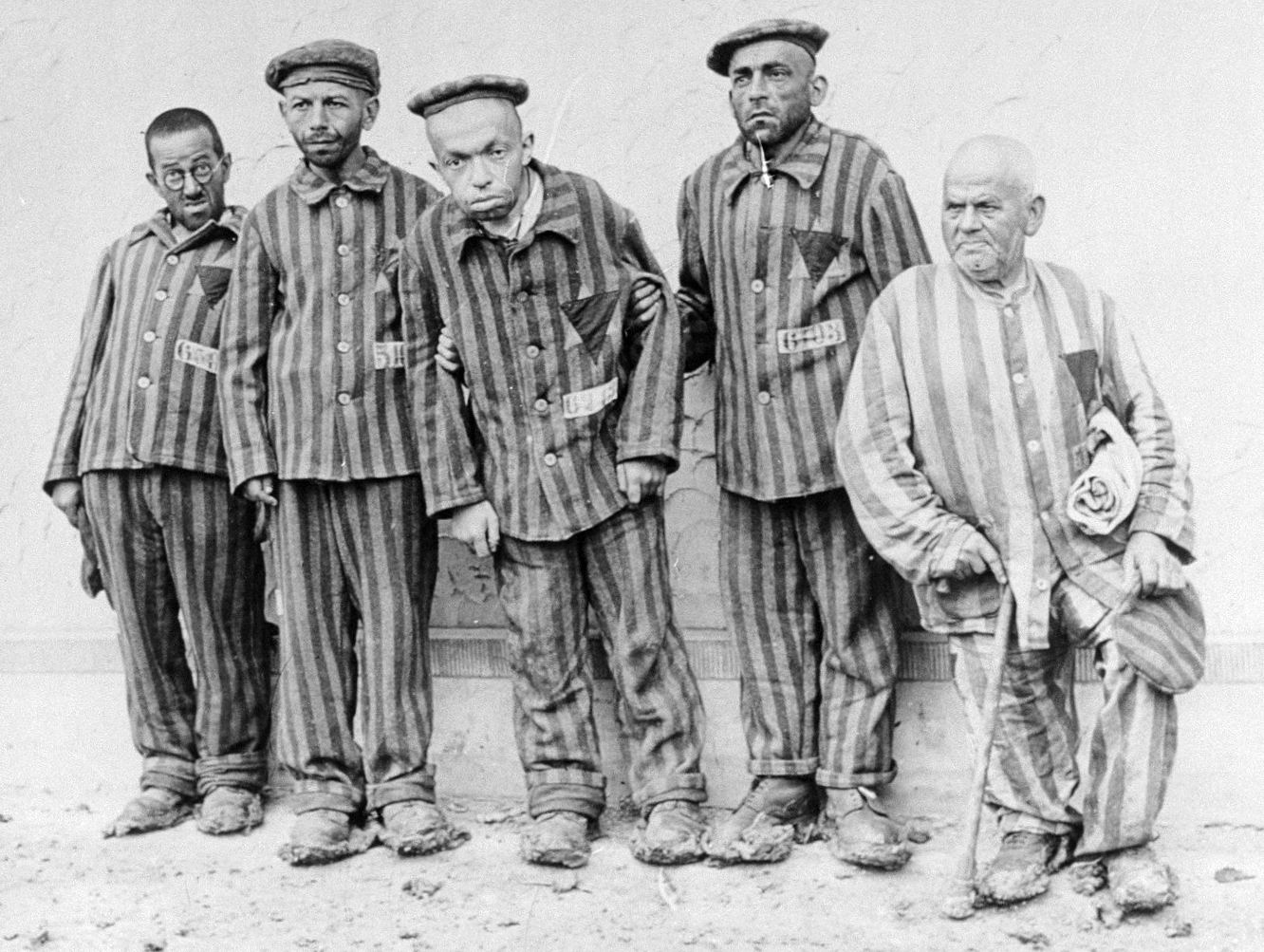
Những tù nhân Do Thái tật nguyền bị đưa đến trại tập trung Buchenwald sau sự kiện Kristallnacht.

Kristallnacht đã thay đổi bản chất của sự khủng bố từ về mặt kinh tế, chính trị, xã hội sang mặt thể chất với việc đánh đập, giam cầm, và tàn sát; sự kiện này thường được cho là điểm khởi đầu của Holocaust. Theo như lời của nhà sử học Max Rein năm 1988, "Kristallnacht đến... và mọi thứ thay đổi."
Khi mà Kristallnacht diễn ra một cách công khai trùng thời điểm trước kế hoạch "Giải pháp cuối cùng", nó báo hiệu một cuộc diệt chủng sắp xảy đến. Vào khoảng thời gian vụ việc xảy ra, tờ báo Das Schwarze Korps của Schutzstaffel đã kêu gọi một "sự hủy diệt bằng thanh gươm và ngọn lửa." Tại hội nghị tổ chức một ngày sau cuộc bạo động, Hermann Göring nói: "Sẽ có giải pháp cho vấn đề Do Thái nếu, trong thời gian tới, chúng ta bị kéo vào trận chiến bên ngoài biên giới chúng ta, khi đó hiển nhiên là chúng ta sẽ phải đưa ra phán quyết cuối cùng về người Do Thái."
Cụ thể là, những người Quốc xã mong muốn đạt được các mục tiêu giả định mà họ đề ra trong vụ Kristallnacht: sung công tài sản của người Do Thái để cung cấp nguồn kinh phí cho quân đội nhằm tiến tới chiến tranh, chia cắt và cô lập người Do Thái, và quan trọng nhất, thực hiện một bước chuyển từ chính sách phân biệt đối xử bài Do Thái sang tác động trực tiếp đến thân thể, dùng bạo lực, chính sách này bắt đầu từ đêm hôm diễn ra bạo động và tiếp tục cho đến thời điểm kết thúc Thế chiến thứ hai. Sự kiện này cho thấy quan điểm của công chúng là không hoàn toàn đồng tình với những thủ phạm. Đại sứ quán Anh ở Berlin và các văn phòng lãnh sự Anh trên khắp nước Đức đã nhận được rất nhiều sự phản đối và biểu hiện lo âu về những hành động bài Do Thái từ quần chúng Đức vào thời điểm đó.